# Krajowa lista wyborcza (1989)
Krajowa lista wyborcza (potocznie lista krajowa) – lista ogólnopolska obejmująca 35 kandydatów do Sejmu Polskiej Rzeczypospolitej Ludowej X kadencji w pierwszej turze wyborów parlamentarnych w 1989. Znaleźli się na niej przedstawiciele najwyższych władz państwowych i partyjnych związani z Polską Zjednoczoną Partią Robotniczą oraz ugrupowaniami satelickimi i kontrolowanymi przez PZPR organizacjami społecznymi. W głosowaniu z 4 czerwca 1989 zaledwie dwóch spośród nich uzyskało mandaty poselskie. Porażkę pozostałych (w tym urzędującego premiera Mieczysława Rakowskiego, członków Biura Politycznego KC PZPR, ministrów Czesława Kiszczaka i Floriana Siwickiego, liderów SD i ZSL), w wyniku której większość przywódców obozu rządzącego znalazła się poza parlamentem, powszechnie uznano za prestiżową klęskę obozu władzy.

## Powstanie listy krajowej
Ustalenia Okrągłego Stołu pomiędzy rządzącymi komunistami i solidarnościową opozycją przewidywały częściowo wolne wybory do Sejmu PRL – 65% mandatów miało przypaść sygnatariuszom Patriotycznego Ruchu Odrodzenia Narodowego (przedstawicielom Polskiej Zjednoczonej Partii Robotniczej, Zjednoczonego Stronnictwa Ludowego, Stronnictwa Demokratycznego, Stowarzyszenia „Pax”, Unii Chrześcijańsko-Społecznej i Polskiego Związku Katolicko-Społecznego), zaś o pozostałe 35% mogli ubiegać się kandydaci bezpartyjni. 10% spośród 460 posłów miało zostać wyłonionych z listy krajowej, która w zamierzeniu miała przede wszystkim służyć bezproblemowemu uzyskaniu mandatów sejmowych przez przywódców partyjnych. Liderom „Solidarności” zaproponowano obsadzenie w jej ramach jedenastu miejsc, na co przedstawiciele opozycji nie wyrazili zgody, uznając to za podstępną próbę zatarcia przez PZPR różnicy między stronami rządową i solidarnościową.
7 kwietnia 1989 Sejm, w ramach realizacji ustaleń Okrągłego Stołu, przyjął nową ordynację wyborczą. Ustawa przewidziała, że z krajowej listy wyborczej obsadzonych zostanie nie więcej niż 10% mandatów, Rada Państwa stosownie do powierzonych jej kompetencji liczbę tak wybieranych posłów ustaliła na 35. Prawo do zgłaszania krajowej listy wyborczej ordynacja wyborcza przyznawała wyłącznie porozumieniu naczelnych władz PZPR, ZSL, SD, „Pax”, UChS, PZKS i PRON. Miała ona zawierać tylu ułożonych w porządku alfabetycznym kandydatów, ile dla całej listy przewidziano mandatów. Posłami mieli zostać ci kandydaci, którzy otrzymali więcej niż połowę głosów ważnych. Głosowanie „za” danym kandydatem następowało poprzez nieskreślenie jego nazwiska na liście krajowej – tym samym niedokonanie żadnych oznaczeń na wydanej wyborcy odrębnej karcie do głosowania z tymi kandydatami oznaczało automatyczne zagłosowanie za wszystkimi umieszczonymi na niej osobami. Ordynacja wyborcza nie zawierała natomiast żadnych przepisów przewidujących dalsze postępowanie w przypadku, gdyby część tych miejsc nie została obsadzona w pierwszej turze głosowania – ekipa Wojciecha Jaruzelskiego zupełnie nie przewidziała możliwości upadku listy krajowej.
Krajową listę wyborczą Państwowa Komisja Wyborcza ogłosiła 12 maja 1989. Kandydatów zaprezentowano jako przedstawicieli szerokiego spektrum różnych grup politycznych, społecznych, kulturalnych, samorządowych i naukowych. Faktycznie wszyscy pretendenci ściśle reprezentowali ugrupowania obozu rządzącego. Przykładowo były I sekretarz KC PZPR Stanisław Kania był przedstawiany jako działacz samorządowy, a zastępca przewodniczącego Rady Państwa i były wicepremier Kazimierz Barcikowski jako reprezentant środowisk spółdzielczych.
I sekretarz KC PZPR i przewodniczący Rady Państwa Wojciech Jaruzelski nie znalazł się wśród kandydatów – po wyborach miał on bowiem objąć nowo utworzony urząd Prezydenta PRL. Na liście umieszczono natomiast pozostałych przywódców partii komunistycznej, liderów ZSL i SD, przewodniczących koncesjonowanych organizacji chrześcijańskich, kobiecych, związkowych, a także kilku wspierających obóz rządzący profesorów i artystów.

## Kampania wyborcza i głosowanie

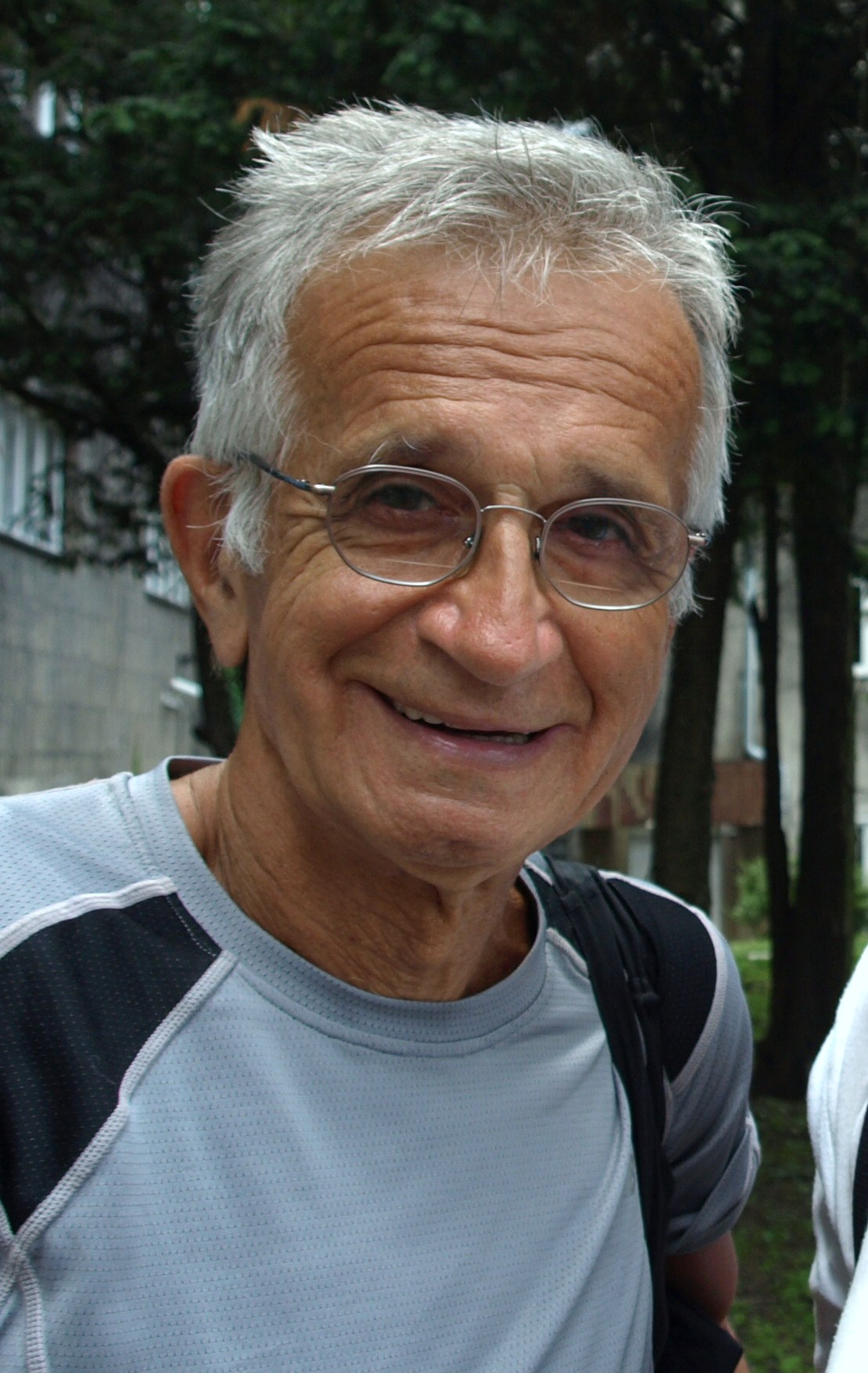
Jacek Fedorowicz prowadził studio wyborcze KO, nieformalnie instruując widzów, w jaki sposób skreślać kandydatów z krajowej listy wyborczej

Komitet Obywatelski „Solidarność” nie prowadził oficjalnej kampanii wyborczej przeciwko kandydatom władzy. Głosowanie przeciwko nim, a zwłaszcza przeciwko liście krajowej, zaczęto jednak traktować jako wotum nieufności wobec przywódców PRL. Na ulicach pojawiały się ulotki i afisze zawierające instrukcję oddania głosu przeciwko działaczom koalicji. W radiowym Studiu Solidarność informacje takie podawał Bohdan Tomaszewski. Dokładną instrukcję w telewizyjnym Studiu Solidarność przedstawiał natomiast Jacek Fedorowicz, wskazując w szczególności na konieczność wykreślania każdego nazwiska osobno zamiast dokonywania jednego skreślenia znakiem „X” (kwestia dopuszczalności skreślenia całej listy jednym przekreśleniem budziła wątpliwości). 15 maja 1989 solidarnościowa „Gazeta Wyborcza” wskazała na potencjalne korzyści wynikające z porażki kandydatów listy krajowej. Autor artykułu Zyskać więcej zauważał, że przy nieobsadzeniu tych mandatów liczba posłów bezpartyjnych (obywatelskich) mogłaby być proporcjonalnie większa.
W związku z takimi działaniami strona rządowa zaczęła krytykować kampanię opozycji, zarzucając jej wprost nawoływanie do skreślania kandydatów władzy, zwłaszcza zaś z listy krajowej. Kwestia ta została bezpośrednio poruszona na posiedzeniu Komisji Porozumiewawczej (z 19 maja 1989).
W głosowaniu z 4 czerwca 1989 tylko dwóch z 35 kandydatów nieznacznie przekroczyło próg 50% głosów ważnych i uzyskało mandaty. Byli to profesorowie Mikołaj Kozakiewicz (ZSL, 50,85%, tj. 8,671 miliona głosów) i Adam Zieliński (PZPR, 50,66%, tj. 8,639 miliona głosów). Pozostałe osoby otrzymywały od 40,03 do 49,98% głosów, najgorszy rezultat (38,76% głosów) uzyskał Kazimierz Barcikowski. Wybór dwóch przedstawicieli czasem tłumaczono (np. Anatol Lawina) określonym umiejscowieniem ich nazwisk na liście wyborczej i niedokładnymi skreśleniami dokonywanymi przez wyborców.

## Rozwiązanie problemu nieobsadzonych mandatów
Wybory z 4 czerwca 1989 przyniosły zdecydowane zwycięstwo opozycji solidarnościowej, która już w pierwszej turze uzyskała 160 z 161 mandatów przeznaczonych dla kandydatów bezpartyjnych w Sejmie, podczas gdy koalicja rządowa wprowadziła wówczas zaledwie 3 osoby na 264 miejsca (były one zresztą nieoficjalnie wspierane przez „Solidarność”). Upadek krajowej listy wyborczej został uznany za najbardziej dotkliwą i prestiżową klęskę obozu rządzącego – w jej wyniku poza parlamentem znalazła się większość przywódców komunistycznego obozu rządzącego.
8 czerwca 1989 zorganizowano kolejne spotkanie Komisji Porozumiewawczej, w trakcie którego Czesław Kiszczak zaatakował Lecha Wałęsę za kampanię nawoływania do skreślania niesolidarnościowych kandydatów, co strona rządowa traktowała jako łamanie uzgodnień Okrągłego Stołu. Pojawiła się wówczas propozycja unieważnienia głosowania na krajową listę wyborczą i powtórnego głosowania na nią w drugiej turze. Przeciwko takiemu rozwiązaniu zaoponował wówczas Adam Michnik. Ostatecznie uzgodniono, iż strona rządowa zwróci się do Rady Państwa o prawne umożliwienie obsadzenia pozostałych 33 mandatów. 12 czerwca 1989 organ ten wydał dekret nowelizujący ordynację wyborczą oraz uchwałę, mocą którego rozdzielił te miejsca pomiędzy dotychczasowe okręgi wyborcze (tworząc nowe mandaty numerowane od 426 do 458) i rozdzielając je wyłącznie pomiędzy koalicjantów współtworzących PRON. Rozwiązanie to budziło kontrowersje, jako że doszło do zmiany zasad wyborów w trakcie ich trwania, a tym samym powodowało niezadowolenie części działaczy „Solidarności”. Zwolennicy kompromisu wskazywali na potrzebę okazania drugiej stronie dobrej woli i zamiaru pozostania opozycją. Wysunięto również argument, że taką postawą odbiera się komunistom pretekst do unieważnienia wyborów.
Dodatkowe 33 mandaty obsadzono w drugiej turze głosowania z 18 czerwca 1989. Żaden z 33 kandydatów, którzy przegrali w pierwszej turze, nie zdecydował się wówczas na ponowny start.

## Skład listy krajowej i wyniki głosowania

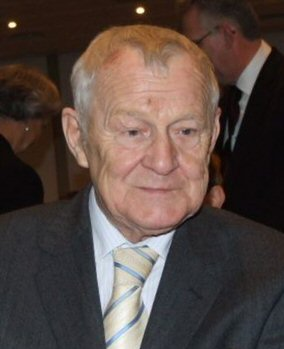
Mieczysław F. Rakowski – premier i jeden z liderów PZPR

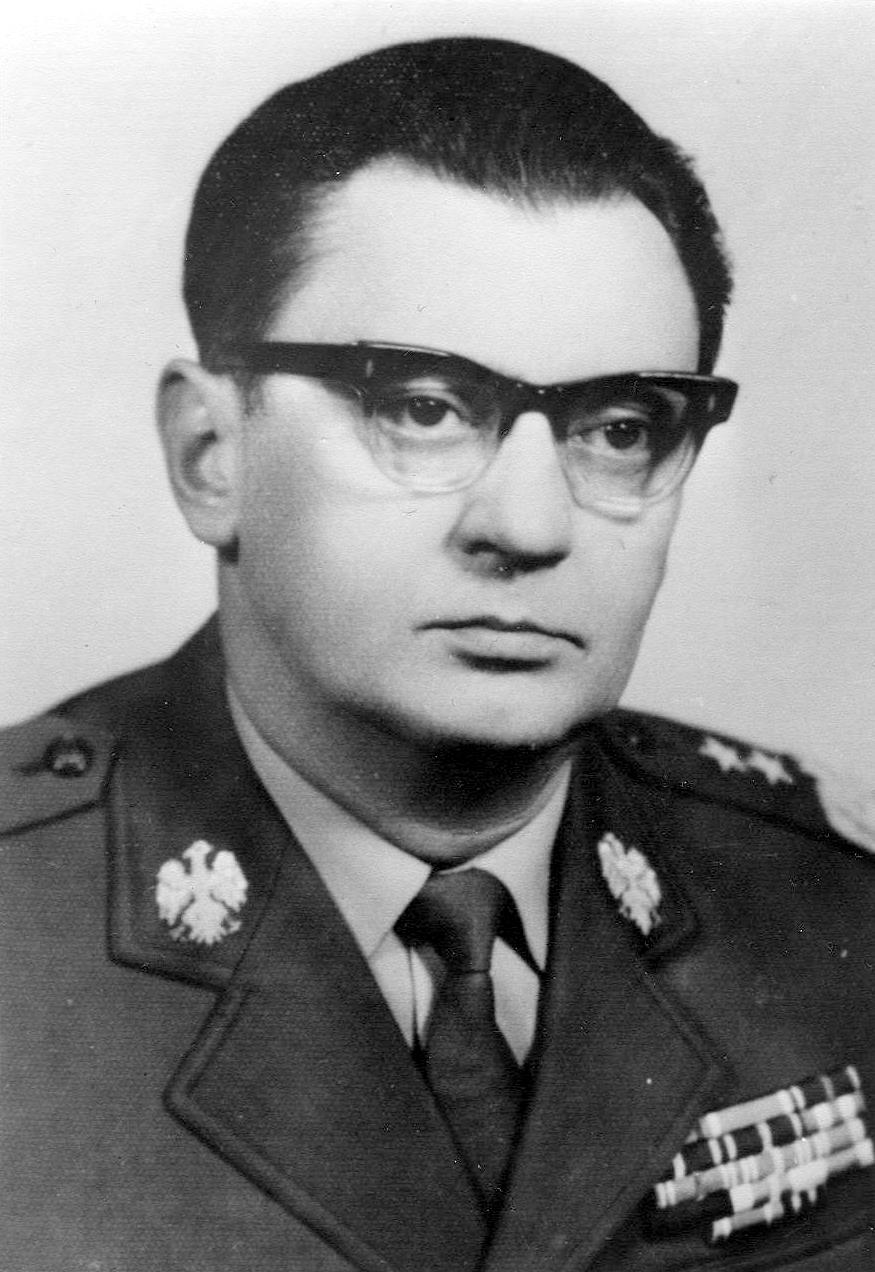
Generał Florian Siwicki – minister obrony narodowej i jeden z liderów PZPR

Pogrubieniem wyróżniono imiona i nazwiska kandydatów wybranych do Sejmu.
| Lp. | Kandydat              | Organizacja/funkcja/profesja                                                                                               | Głosy (tys.) | Głosy (%) |
| --- | --------------------- | --- | ------------ | --------- |
| 1.  | Władysław Baka        | profesor nauk ekonomicznych, członek BP KC PZPR, sekretarz KC PZPR                                                         | 7904         | 46,35     |
| 2.  | Kazimierz Barcikowski | członek BP KC PZPR, zastępca przewodniczącego Rady Państwa, przewodniczący Naczelnej Rady Spółdzielczej, poseł na Sejm PRL | 6609         | 38,76     |
| 3.  | Stanisław Ciosek      | członek BP KC PZPR, sekretarz KC PZPR, sekretarz generalny rady krajowej PRON                                              | 7159         | 41,98     |
| 4.  | Józef Czyrek          | członek BP KC PZPR, sekretarz KC PZPR, wiceprzewodniczący rady krajowej PRON, poseł na Sejm PRL                            | 6826         | 40,03     |
| 5.  | Wiesław Gwiżdż        | prezes ZK PZKS, poseł na Sejm PRL                                                                                          | 8029         | 47,09     |
| 6.  | Mieczysław Jakubowski | wiceprzewodniczący CK SD                                                                                                   | 8228         | 48,25     |
| 7.  | Jerzy Jóźwiak         | przewodniczący CK SD | 8321         | 48,80     |
| 8.  | Marek Kabat           | sekretarz ZG Stowarzyszenia „Pax”, poseł na Sejm PRL                                                                       | 8187         | 48,01     |
| 9.  | Jan Kaczmarek         | profesor nauk technicznych, prezes Naczelnej Organizacji Technicznej, poseł na Sejm PRL (PZPR)                             | 8375         | 49,11     |
| 10. | Stanisław Kania       | były I sekretarz KC PZPR, poseł na Sejm PRL                                                                                | 6877         | 40,33     |
| 11. | Jerzy Kawalerowicz    | reżyser filmowy, kierownik artystyczny Zespołów Polskich Producentów Filmowych, poseł na Sejm PRL (PZPR)                   | 8405         | 49,29     |
| 12. | Czesław Kiszczak      | członek BP KC PZPR, minister spraw wewnętrznych, poseł na Sejm PRL                                                         | 7666         | 44,96     |
| 13. | Zenon Komender        | przewodniczący ZG Stowarzyszenia „Pax”, zastępca przewodniczącego Rady Państwa, poseł na Sejm PRL                          | 7820         | 45,86     |
| 14. | Zofia Kowalczyk       | rolniczka indywidualna, członkini NK ZSL                                                                                   | 8291         | 48,62     |
| 15. | Mikołaj Kozakiewicz   | profesor nauk humanistycznych, członek NK ZSL, poseł na Sejm PRL                                                           | 8671         | 50,85     |
| 16. | Bogdan Królewski      | sekretarz NK ZSL, poseł na Sejm PRL                                                                                        | 8270         | 48,50     |
| 17. | Wiktor Marek Leyk     | wiceprezes ZK UChS, poseł na Sejm PRL                                                                                      | 8168         | 47,90     |
| 18. | Elżbieta Lęcznarowicz | przewodnicząca ZG Ligi Kobiet Polskich                                                                                     | 8500         | 49,85     |
| 19. | Dominik Ludwiczak     | wiceprezes NK ZSL, poseł na Sejm PRL                                                                                       | 8441         | 49,50     |
| 20. | Jarema Maciszewski    | profesor nauk humanistycznych, rektor Akademii Nauk Społecznych, poseł na Sejm PRL (PZPR)                                  | 8237         | 48,31     |
| 21. | Janusz Maksymiuk      | przewodniczący rady głównej Krajowego Związku Rolników, Kółek i Organizacji Rolniczych, członek PZPR                       | 8344         | 48,93     |
| 22. | Roman Malinowski      | prezes NK ZSL, marszałek Sejmu PRL                                                                                         | 7921         | 46,45     |
| 23. | Jan Mieloch           | dyrektor Zjednoczonych Zespołów Gospodarczych, poseł na Sejm PRL („Pax”)                                                   | 8262         | 48,45     |
| 24. | Alfred Miodowicz      | członek BP KC PZPR, członek Rady Państwa, przewodniczący OPZZ, poseł na Sejm PRL                                           | 7171         | 42,05     |
| 25. | Kazimierz Morawski    | prezes ZG UChS, poseł na Sejm PRL                                                                                          | 8432         | 49,45     |
| 26. | Kazimierz Olesiak     | członek NK ZSL, wicepremier, minister rolnictwa, leśnictwa i gospodarki żywnościowej, poseł na Sejm PRL                    | 8522         | 49,98     |
| 27. | Mieczysław Rakowski   | członek BP KC PZPR, premier, poseł na Sejm PRL                                                                             | 8213         | 48,17     |
| 28. | Florian Siwicki       | członek BP KC PZPR, minister obrony narodowej, poseł na Sejm PRL                                                           | 7539         | 44,21     |
| 29. | Józef Szawiec         | sekretarz CK SD, poseł na Sejm PRL                                                                                         | 8265         | 48,47     |
| 30. | Tadeusz Szelachowski  | wiceprezes NK ZSL, zastępca przewodniczącego Rady Państwa, poseł na Sejm PRL                                               | 8175         | 47,94     |
| 31. | Szymon Szurmiej       | reżyser teatralny, poseł na Sejm PRL (PZPR)                                                                                | 8186         | 48,01     |
| 32. | Edward Szymański      | sekretarz Komisji Organów Przedstawicielskich w KC PZPR, poseł na Sejm PRL                                                 | 8187         | 48,01     |
| 33. | Władysław Szymański   | profesor nauk ekonomicznych, członek Rady Państwa, poseł na Sejm PRL (ZSL)                                                 | 8291         | 48,62     |
| 34. | Stanisław Śliwiński   | sekretarz NK ZSL | 8334         | 48,88     |
| 35. | Adam Zieliński        | profesor nauk prawnych, prezes Naczelnego Sądu Administracyjnego, członek PZPR                                             | 8639         | 50,66     |